# Каалепі
Ка́алепі (ест. Kaalepi küla) — село в Естонії, у волості Ярва повіту Ярвамаа.

## Населення
Чисельність населення на 31 грудня 2011 року становила 163 особи.

## Історія
До 21 жовтня 2017 року село входило до складу волості Албу.